# Kpuz
Këpuz en albanais et Kpuz en serbe latin (en serbe cyrillique : Кпуз) est une localité du Kosovo située dans la commune/municipalité de Klinë/Klina et dans le district de Pejë/Peć. Selon le recensement kosovar de 2011, elle compte 622 habitants, dont une majorité d'Albanais.

## Démographie

### Évolution historique de la population dans la localité
| 1948 | 1953 | 1961 | 1971 | 1981 | 1991 | 2011 |
| ---- | ---- | ---- | ---- | ---- | ---- | ---- |
| 359  | 370  | 435  | 505  | 612  | 687  | 622  |

|  |